# George Beaumont
Pour les articles homonymes, voir Beaumont.
George Howland Beaumont, 7e baronnet, né le 6 novembre 1753 à Great Dunmow et mort le 7 février 1827 à Coleorton, est un peintre amateur, collectionneur d'art et critique d'art britannique.

## Biographie

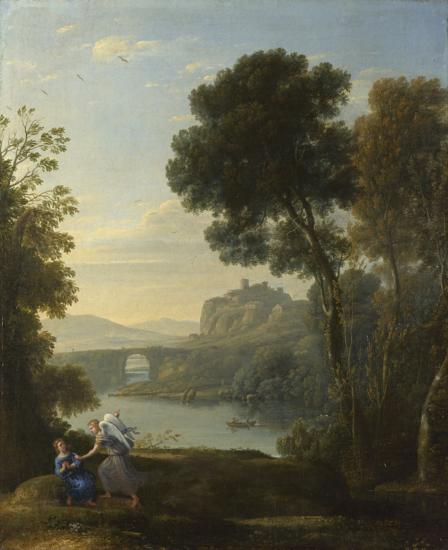
Claude Gellée, Landscape with Hagar and the Angel (1646). Tableau donné par Beaumont à la National Gallery.

Il joue un rôle important dans la création de la National Gallery de Londres en faisant le premier legs de peintures à cette institution.
Il soutient le peintre William Sawrey Gilpin spécialisé dans les aquarelles, qui devient en 1804 le premier président de la Royal Watercolour Society, et le met en relation avec le théoricien du pittoresque, Uvedale Price.
Défendant une peinture académique, il est l'un des critiques les plus véhéments du style de Joseph Mallord William Turner.